# Rongjiang (sockenhuvudort i Kina, Zhejiang Sheng, lat 28,64, long 120,22)
Rongjiang (kinesiska: 溶江, 溶江乡, 洪坑桥) är en sockenhuvudort i Kina. Den ligger i provinsen Zhejiang, i den östra delen av landet, omkring 180 kilometer söder om provinshuvudstaden Hangzhou. Antalet invånare är 6 971. Befolkningen består av 3 537 kvinnor och 3 434 män. Barn under 15 år utgör 15,0 %, vuxna 15-64 år 59 %, och äldre över 65 år 25,0 %.
Runt Rongjiang är det ganska tätbefolkat, med 230 invånare per kvadratkilometer. Närmaste större samhälle är Huzhen, 18,6 km norr om Rongjiang. I omgivningarna runt Rongjiang växer i huvudsak blandskog.
Genomsnittlig årsnederbörd är 2 368 millimeter. Den regnigaste månaden är juni, med i genomsnitt 417 mm nederbörd, och den torraste är januari, med 69 mm nederbörd.